# Canito (football, 1931)
Pour les articles homonymes, voir Canito.
Nicanor Sagarduy Gonzalo, plus connu sous le nom de Canito (né le 18 mars 1931 à Barakaldo et mort le 24 juin 1998 dans la même ville), est un footballeur espagnol évoluant au poste de défenseur.

## Biographie

### En club
Canito rejoint l'Athletic Bilbao en 1948, après avoir été formé au Barakaldo CF. Le 12 septembre 1948, il fait ses débuts en première division espagnole à seulement 17 ans, participant à une victoire 7–2 contre le Real Valladolid. Il marque son premier but en championnat quelques mois plus tard lors d'une victoire 4–0 contre Séville FC.
Au cours de la saison 1955-56, Canito contribue à la victoire du championnat espagnol de l'Athletic Bilbao. Il est également un élément clé dans les succès en Copa del Rey, remportant trois trophées en quatre ans.
Après 15 ans et 440 matchs avec l'Athletic Bilbao, Canito termine sa carrière au Deportivo Alavés en 1964. Il est décédé à l'âge de 67 ans dans sa ville natale de Barakaldo.
Au total, durant sa carrière, il dispute 354 matchs pour 4 buts marqués en première division espagnole. En compétitions européennes, il joue 6 matchs pour 1 but marqué en Coupe des clubs champions.

### En sélection
Canito joue une seule fois pour l'équipe nationale espagnole le 10 mars 1957 lors d'un match nul 2–2 contre la Suisse lors des qualifications pour la Coupe du monde 1958.

## Palmarès
Athletic Bilbao
- Championnat d'Espagne :
  - Champion : 1955-56.

- Copa del Generalísimo :
  - Vainqueur : 1950, 1955, 1956, 1958.

- Coupe Eva Duarte :
  - Vainqueur : 1950.

- Coupe latine :
  - Finaliste : 1956.